# Paradekissen

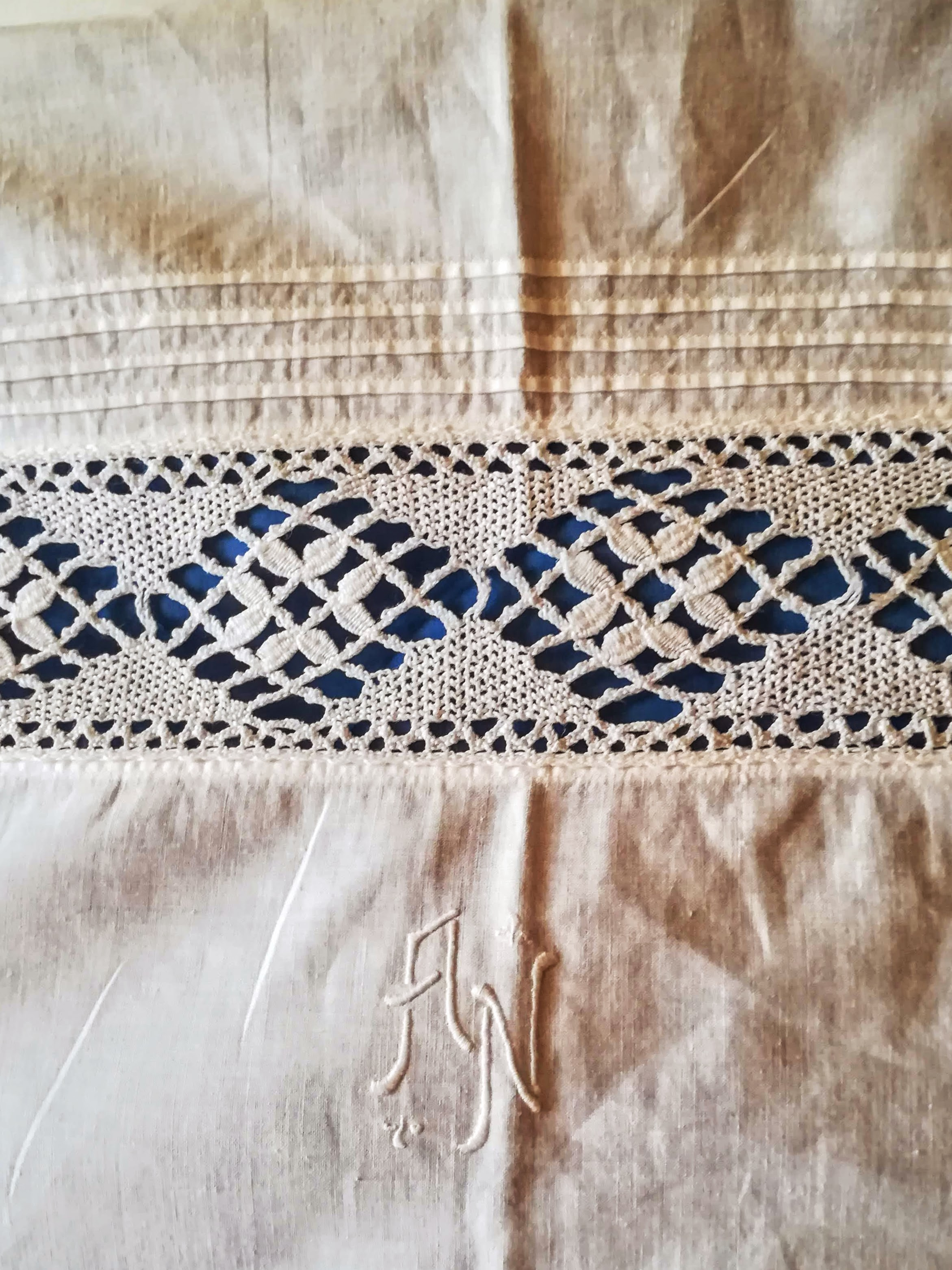
Paradekissen in der Museumswohnung GGH in Heidelberg

Paradekissen für festliche Anlässe Museum Wäschefabrik Bielefeld

Ein Paradekissen ist ein zur Zierde auf dem eigentlichen Kopfkissen liegendes, größeres Kissen mit Stickereien oder anderen Verzierungen. Die Kissenbezüge waren mit einem prall gefüllten rotem Inlett ausgestattet.

## Geschichte
Der wohl älteste in Deutschland nachgewiesene bestickte Kopfkissenbezug – ein früheres Paradekissen – wurde 1726 in Hessen gefertigt. Paradekissen waren oft mit Durchbruchstickereien verziert, d. h. mit Stickereien, bei denen durch das Herausschneiden von Stoffteilen und das Ziehen von Fäden bestimmte Muster entstehen. Die Durchbruchstickerei stammt ursprünglich aus dem Iran, sie entstand dort im 7. Jahrhundert. Von Persien aus gelangte diese Technik durch Kaufleute nach Italien. Dort stickten insbesondere edle Damen Tischdecken und Altartücher (auch Altardecken genannt), die im italienischen reticella – kleines Netz – genannt wurden. Vom 14. Jahrhundert bis zum 17. Jahrhundert fand reger Handel zwischen Italien und Norwegen statt. Wahrscheinlich kam die Durchbruchstickerei so in das skandinavische Land und wurde dort weiter entwickelt (Hardanger-Sticktechnik). So gelangte sie wohl durch Handelsbeziehungen nach Frankreich. Es ist anzunehmen, dass sie von dort ihren Weg weiter nach Deutschland fand. So ist z. B. aus Hessen ein mit kunstvollen Durchbruchstickerei verzierte Altardecke von 1678 belegt. Möglicherweise diente die italienische Reticella dafür als Vorlage. Aus Frankreich stammte auch die Mode, Betten mit prächtig besticken Überwürfen zu schmücken. Die Vermutung ist naheliegend, dass Paradekissen ein Teil oder Nebenaspekt dieser Mode waren. Die Blütezeit dieser Kissen endete in den 1950er Jahren. Hergestellt werden sie bis heute.
Obwohl Bettüberwürfe und Paradekissen als Zierde und nur zu besonderen Anlässen verwendet wurden, kamen sie (wohl aufgrund des Endreims auf „issen“) in recht derben Abzählreimen vor.